# Lövőhalfélék
A lövőhalfélék (Toxotidae) családja a sügéralakúak rendjébe tartozik.
A lövőhalak onnan kapták a nevüket, hogy ha táplálékot akarnak szerezni, egy olyan levél vagy ág alá úsznak, amin egy rovar ül. A hal beszív egy kis vizet és áldozatára lövi. A rovar beleesik a vízbe, a hal pedig bekapja. Ez a hal a mangrove-mocsarakban, brakkvizekben él Indiától Ausztráliáig.

## Rendszerezés
A családba az alábbi 1 nem és 7 faj tartozik:
- Toxotes Cuvier, 1816
  - Toxotes blythii Boulenger, 1892
  - Toxotes chatareus (Hamilton, 1822)
  - jávai lövőhal (Toxotes jaculatrix) (Pallas, 1767) - típusfaj
  - Toxotes kimberleyensis Allen, 2004
  - Toxotes lorentzi Weber, 1910
  - Toxotes microlepis Günther, 1860
  - Toxotes oligolepis Bleeker, 1876